# Sim'hat Beit HaShoëva
La sim'hat beit hashoëva (hébreu : שמחת בית השואבה « réjouissance du lieu du puisage ») est une ancienne coutume juive du temps du Temple de Jérusalem, liée à la cérémonie du nissoukh hamayim (hébreu : נסוך המים « libation d'eau ») : lors des sept jours de la fête de Souccot, le peuple célébrait dans la joie l'arrivée des eaux tirées de la source de Gihon au Temple.

## Lasim'hat beit hashoëvadans les sources
(octobre 2009).
On invoquait par celle-ci la bénédiction divine pour la pluie "en son temps", c'est-à-dire ni précoce ni tardive, en accord avec le Talmud, qui consigne que Soukkot est le temps de l'année au cours duquel Dieu juge le monde pour les précipitations annuelles. La cérémonie des Quatre espèces poursuit un but analogue. 
L'eau de la cérémonie était tirée du bassin de Siloam dans la Cité de David, et la joie accompagnant cette cérémonie était pratiquement palpable. C'est aussi la source du verset 12:3 d'Isaïe : "Vous puiserez de l’eau avec joie aux sources du salut" 
Ensuite, chaque nuit, des dizaines de milliers de spectateurs se réunissaient dans la cour extérieure du Temple pour voir la Sim'hat Bet HaShoëva (Réjouissance au Lieu de la Libation d'eau), et les plus pieux parmi l'assistance dansaient et chantaient des louanges à Dieu. Les danseurs portaient des torches allumées, et étaient accompagnés au son de harpes, lyres, cymbales et trompettes des Lévites. Selon le traité Soukka, "Celui qui n'a pas vu la réjouissance au lieu de la libation d'eau n'a jamais vu de réjouissances de sa vie". Tout au long de Soukkot, la cité de Jérusalem s'emplissait de familles juives qui venaient pour le pèlerinage et se retrouvaient pour se réjouir et étudier la Torah. Une mekhitsa (partition entre les hommes et les femmes) fut érigée en ces occasions, peut-être pour la première fois. 
De nos jours, cet évènement est remémoré via un rassemblement où l'on chante, danse et boit dans une synagogue, une yeshiva, ou un autre lieu central de la vie juive. Les rafraîchissements sont servis dans une soukka adjacente. Des orchestres sont souvent invités. Les festivités commencent à une heure tardive et peuvent durer jusqu'à des heures avancées du petit matin.

## Source
- Cet article contient des extraits de l'article « WATER-DRAWING, FEAST OF » par le comité exécutif de l’Editorial Board & Juda David Eisenstein de la Jewish Encyclopedia de 1901–1906 dont le contenu se trouve dans le domaine public.

1. ↑  Traité Soukka, chapitre 5, Mishna 1